# Faustball-Weltmeisterschaft 1976
Die 3. Faustball-Weltmeisterschaft der Männer fand am 9. und 10. Oktober 1976 in Novo Hamburgo (Brasilien) statt. Brasilien war erstmals Ausrichter der Faustball-Weltmeisterschaft der Männer.

## Modus
In der Vorrunde spielt jeder gegen jeden. Im Halbfinale spielt der Erst- gegen den Viertplatzierten der Vorrunde und der Zweit- gegen den Drittplatzierten der Vorrunde. Der Fünft- und der Sechstplatzierte der Vorrunde spielen um Platz fünf.

## Vorrunde
| 09.10.1976 | Brasilien      | – | Argentinien | 47:20 | (23:8)  |
| 09.10.1976 | BR Deutschland | – | Schweiz     | 29:23 | (16:12) |
| 09.10.1976 | Österreich     | – | Chile       | 43:18 | (21:10) |
| 09.10.1976 | BR Deutschland | – | Argentinien | 41:21 | (19:11) |
| 09.10.1976 | Brasilien      | – | Österreich  | 27:29 | (15:13) |
| 09.10.1976 | Schweiz        | – | Chile       | 52:19 | (29:9)  |
| 09.10.1976 | BR Deutschland | – | Österreich  | 34:22 | (17:11) |
| 09.10.1976 | Schweiz        | – | Argentinien | 40:18 | (18:8)  |
| 09.10.1976 | Brasilien      | – | Chile       | 60:19 | (31:5)  |
| 09.10.1976 | Österreich     | – | Schweiz     | 27:21 | (11:12) |
| 09.10.1976 | BR Deutschland | – | Brasilien   | 31:24 | (11:1?) |
| 10.10.1976 | Chile          | – | Argentinien | 23:46 | (10:2?) |
| 10.10.1976 | Brasilien      | – | Schweiz     | 28:27 | (14:2?) |
| 10.10.1976 | Deutschland    | – | Chile       | 51:16 | (29:8)  |
| 10.10.1976 | Österreich     | – | Argentinien | 25:20 | (13:7)  |

## Halbfinale
| 10.10.1976 | BR Deutschland | – | Schweiz    | 30:22 | (18:10) |
| 10.10.1976 | Brasilien      | – | Österreich | 37:20 | (17:12) |

## Platzierungs- und Finalspiele
| Spiel um Platz 5 | Spiel um Platz 5 | Spiel um Platz 5 | Spiel um Platz 5 | Spiel um Platz 5 | Spiel um Platz 5     | Spiel um Platz 5 | Spiel um Platz 5 |
| ---------------- | ---------------- | ---------------- | ---------------- | ---------------- | -------------------- | ---------------- | ---------------- |
| 10.10.1976       | Argentinien      | –                | Chile            | 36:24            | (21:8)               |                  |                  |
| Spiel um Platz 3 |                  |                  |                  |                  |                      |                  |                  |
| 10.10.1976       | Schweiz          | –                | Österreich       | 31:39 n. V.      | (28:28, 23:23, 8:14) |                  |                  |
| Finale           |                  |                  |                  |                  |                      |                  |                  |
| 10.10.1976       | BR Deutschland   | –                | Brasilien        | 26:23            | (17:11)              |                  |                  |

## Platzierungen
| Rang | Land                       |
| ---- | -------------------------- |
| 1.   | Bundesrepublik Deutschland |
| 2.   | Brasilien                  |
| 3.   | Österreich                 |
| 4.   | Schweiz                    |
| 5.   | Argentinien                |
| 6.   | Chile                      |

## Quelle
1. ↑  Spielplan und Ergebnisse aus "Faustball-Informationen" - Manfred Lux, Lüneburg